# Giuseppe Marcucci
Giuseppe Marcucci – włoski zapaśnik walczący w stylu klasycznym. Brązowy medalista mistrzostw Europy w 1969. Wicemistrz igrzysk śródziemnomorskich w 1955, 1963, 1967; trzeci w 1971 roku. 